# August Eschenburg

August Eschenburg

Johann August Eschenburg (* 10. April 1848 in Lübeck; † 22. Mai 1910 ebenda) war ein preußischer Generalmajor.

## Leben
August war der jüngste Sohn des Senators Johann Eschenburg und dessen Ehefrau Elisabeth, geborene Michels.
Nach seiner Schulzeit am Katharineum zu Lübeck, das er vor dem Abitur verließ, trat Eschenburg am 21. Juli 1867 als Dreijährig-Freiwilliger in das Garde-Füsilier-Regiment der Preußischen Armee ein. Dort wurde er nach Absolvierung der Kriegsschule Potsdam am 9. Februar 1869 zum Sekondeleutnant befördert. Im Deutsch-Französischen Krieg zeichnete er sich 1870/71 in den Schlachten von Gravelotte, St. Privat und Sedan aus. Als Anerkennung hierfür erhielt er das Eiserne Kreuz II. Klasse. Darüber hinaus nahm er an der Belagerung von Paris teil.
Nach Ende des Krieges besuchte er die Kriegsakademie. In dieser Zeit wurde er zum Premierleutnant befördert. Am 2. April 1878 wurde er für drei Jahre zum Großen Generalstab abkommandiert und am 22. März 1881 zum Hauptmann à la suite des Großen Generalstabs in Eigenschaft als Vermessungsdirigent gestellt. Als solcher wurde er zur topographischen Abteilung der Landesvermessung als Aggregierter des 2. Thüringischen Infanterie-Regiments Nr. 32 nach Meiningen versetzt und am 14. Juni zum Kompaniechef ernannt. Im Oktober 1888 erhielt er den Auftrag, unter Stellung à la suite des Großen Generalstabs, nach Griechenland zu reisen und dort das historisch wichtige Schlachtfeld von Marathon zu vermessen.
Wieder zurück wurde er am 18. November 1890 zum Major befördert. Zum Kommandeur eines Bataillons des Infanterie-Regiments „von Courbière“ (2. Posensches) Nr. 19 wurde er am 28. Juli 1892 ernannt und nach Görlitz versetzt, bevor er als Oberstleutnant am 22. März 1897 zum Infanterie-Regiment „von Alvensleben“ (6. Brandenburgisches) Nr. 52 nach Cottbus kam. Vom 14. Juni 1899 bis 21. Juli 1902 war er Kommandeur des Infanterie-Regiments Nr. 128 in Danzig. Für seine Leistungen in der Truppenführung war er zwischenzeitlich am 14. September 1900 mit dem Roten Adlerorden III. Klasse mit der Schleife ausgezeichnet worden. Mit dem Charakter als Generalmajor zur Disposition gestellt, kehrte er für seinen Ruhestand nach Lübeck zurück.
Die Gesellschaft zur Beförderung gemeinnütziger Tätigkeit nahm ihn in der Versammlung vom 3. März 1903 als Ordentliches Mitglied auf.
Als junger Offizier heiratete Eschenburg im Jahre 1875 seine Cousine Alma Michels. Aus der Ehe gingen ein Sohn und eine Tochter hervor.

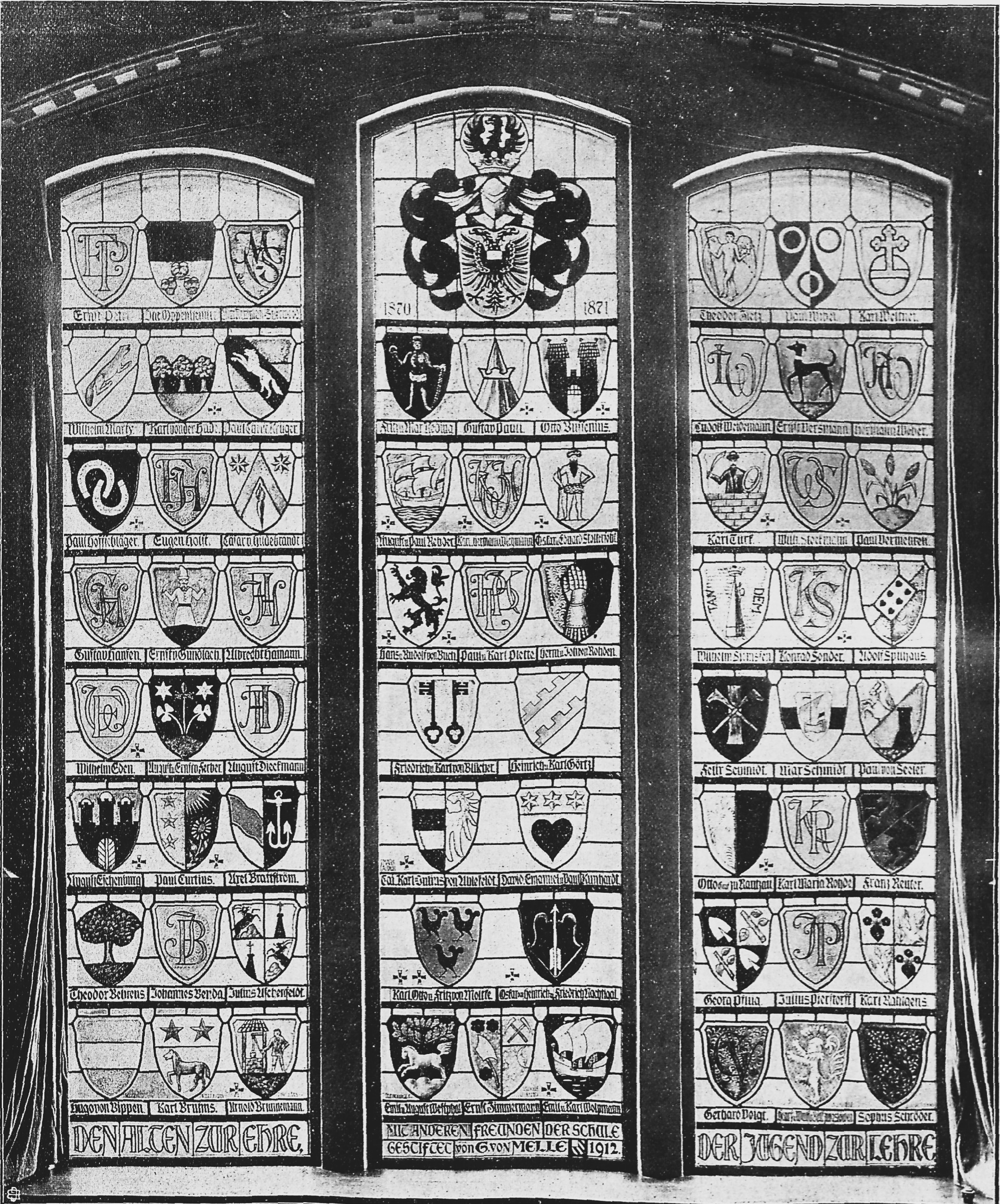
Wappenfenster

1912 wurde ihm, wie allen ehemaligen im Deutsch-Französischen Krieg aktiven Katharineern, durch eine Stiftung in Form eines Fensters in der Aula durch den Weinhändler Gerhard von Melle 1912 ein Denkmal gesetzt.

## Auszeichnungen
- Kronenorden III. Klasse[5]
- Preußisches Dienstauszeichnungskreuz[5]
- Ritterkreuz des Hausordens der Wendischen Krone[5]
- Reußisches Ehrenkreuz II. Klasse[5]
- Komtur II. Klasse des Sächsisch-Ernestinischen Hausordens[5]
- Ritter des Goldenen Kreuzes des Erlöser-Ordens[5]